# Captivi în iad
In Hell este un film de acțiune/thriller regizat de Ringo Lam în 2003 în care interpretează Jean-Claude Van Damme, Lawrence Taylor, Marnie Alton, Lloyd Battista, Carlos Gómes etc.

## Prezentare
Van Damme joacă rolul lui Kyle LeBlanc, un american ce lucrează în Rusia care este trimis în închisoare, fiindcă a omorât un bărbat ce a încercat să-i violeze soția și apoi a omorât-o. Directorul închisorii forța prizonierii să lupte între ei până la moarte. După ce a învins cei mai puternici dintre prizonieri, a reușit să evadeze din închisoare datorită ajutorului colegului de celula și cu o listă a prizonierilor uciși în ultimii 20 de ani, Kyle LeBlanc reușește să desființeze închisoarea.

## Actori
- Jean-Claude Van Damme – Kyle LeBlanc
- Lawrence Taylor – 451
- Marnie Alton – Grey LeBlanc
- Malakai Davidson - Malakai
- Billy Rieck – Coolhand
- Jorge Luis Abreu – Boltun
- Lloyd Battista – General Hruschov
- Michael Bailey Smith – Valya
- Robert LaSardo – Usup
- Carlos Gómez – Tolik
- Chris Moir – Billy Cooper
- Paulo Tocha – Victor
- Raicho Vasilev – Andrei
- Emanuil Manolov – Ivan
- Valodian Vodenicharov – Dima
- Veselin Kalanovski – Sasha
- Atanas Srebrev – Misha
- Asen Blatechki – Zarik
- Juan Fernández – Shubka
- Michail Elenov – Sergio Kovic
- Milos Milicević – Miloc
- Julian Vergov – Solitary Guard

## Primire
Filmul a fost foarte criticat de multe persoane.